# Louis Eugène Marie Bautain

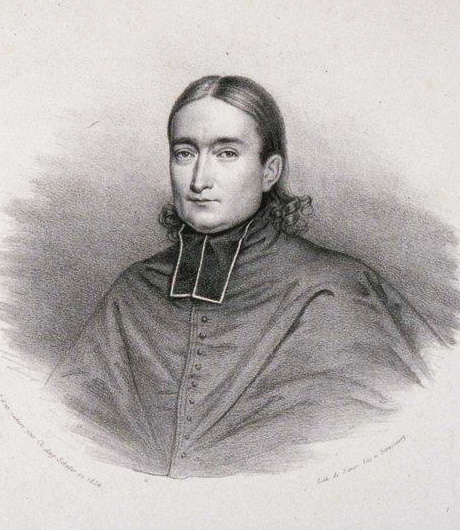
Louis Eugène Marie Bautain

Louis Eugène Marie Bautain (* 1795 oder 1796 in Paris; † 1867) war ein katholischer Philosoph und Priester, der sich für die Freiheit der Forschung einsetzte.

## Leben
Louis Bautain studierte empirische und idealistische Philosophie. 1817 wurde er zum Professor der Philosophie an der Akademie zu Straßburg berufen. Seine Vorlesungen waren von der Philosophie des Deutschen Idealismus geprägt. Seine theologischen Widersacher warfen ihm Fideismus vor: er untergrabe die Grundlagen der religiösen und moralischen Gewissheiten, indem er die Macht der Vernunft leugne. Aufgrund dieser Anschuldigungen wurde er 1822 – einvernehmlich – von der Straßburger Akademie entlassen. Daraufhin entschloss er sich, Medizin zu studieren. 1826 schloss er sein Studium erfolgreich ab. Über seinen Kontakt zum Kreis um Louise Humann fand er erneut Zugang zur Religion und zur Kirche. Er studierte Theologie und ließ sich 1828 zum Priester weihen. Danach wurde er wieder in seine Professur zu Straßburg eingesetzt, dann jedoch erneut beim Bischof als Ketzer angeklagt und 1834 wiederum suspendiert. 1838 suchte er persönlich in Rom um seine Rehabilitierung an, die dann 1841 erfolgte.

## Werk
Seine philosophische Theologie entstand in den Wirren um die Säkularisation. Er verteidigt den lebendigen Glauben des Katholizismus in der aufgeklärten Welt, aber nicht nur als Vorwand für quasi-cäsaropapistische Politik (Ultraroyalismus) wie de Maistre oder die de Bonalds (Vater, Sohn), sondern insbesondere auch gegen die eigene Scholastik und das sie verteidigende Lehramt. Er fordert wissenschaftliche Freiheit für die Philosophie und religiöse Freiheit für den Glauben. Er will dem Glauben lassen, was des Glaubens ist, ohne dafür aber das Wissen zu verfälschen oder die Wissenschaft einem Lehramt unterzuordnen. So dringt er zu einer Glaubensphilosophie vor, die in ihrer zeitgenössischen Argumentation und Wertung modern ist, offen für republikanische Entwicklungen, aber dem im Gewissen empfundenen Glauben und der in den Evangelien begegnenden Offenbarung deren eigene Realität zubilligt (Fideismus).

## Wirkung
Bautain wurde breit rezipiert, hatte viele Schüler, die ihm teils auch konventikelhaft verbunden waren. Über seinen Schüler Gratry wirkte er auch in reformkatholischen (Frei-)Kirchen weiter (Hyacinthe Loyson, Altkatholizismus). Sein Werk stellte sich den zeitgenössisch virulenten Fragen und trieb damit eine Katholische Aufklärung nicht mehr nur episkopalistisch von oben (Hontheim, Sailer), sondern an der Schnittstelle zu republikanischen Forderungen (Lamennais, Montalembert). Bautain konstituierte eine katholische liberale Theologie. Die Berufung auf ihn war nicht anstößig, denn er hatte eine bleibende Verurteilung zu umschiffen vermocht. Er starb gerade noch vor der Verkündigung des Infallibilitätsdogmas, so dass er nicht zu einem Bekenntnis darauf verpflichtet (und somit zum Ausschluss gezwungen) wurde. Seine Tradition führte innerkatholisch weiter zum Modernismus, aber man könnte auch überkonfessionell manche Überschneidung finden mit Kierkegaard und gar der dialektischen Theologie.

## Werke
- Leçons dicitèes de philosophie morale, 1818
- La morale de l’Evangile comparée à la morale des philosophes (Preisschrift), 1827 erneut 1855. (deutsch von Franz Geiger. Altdorf 1830)
- De l’enseignement de la philosophie en France au XIX. siècle, Strasbourg 1833
- zusammen mit seinem Schüler Fr. H. de Bonnechose: La Philosophie du Christianisme, Strassburg. 2 Bde. 1835
- La Psychologie expérimentale. 2 Bde. Strasbourg 1839
- Philosophie morale. 2 Bde. 1842
- Religion et la liberté. Paris 1848.
- L’esprit humain et ses facultés. 1859
- La philosophie des lois au point de vue chrétien (1860)
- La conscience ou la règle des actions humaines (1861)
- Manuel de philosophie morale (1866).